# تيبستي (إقليم)
إقليم تيبستي هو إقليم في تشاد، يقع في أقصى الشمال الغربي من البلاد وعاصمته برداي. تأسس الأقليم عام 2008م حين قُسمت منطقة تيبستي - بروكو - انيدي السابقة إلى ثلاثة اقسام، مع إدارة تيبستي لتصبح إقليم تيبستي. سمي الإقليم باسم جبال تيبستي، وهي من أبرز سلاسل الجبال في الصحراء الكبرى.

## التاريخ

### العراقة
يزخر إقليم تيبستي بالرسوم والنقوش الصخرية وتعد حضارة قديمة تعود إلى 25000 قبل الميلاد. فهناك نقوش صخرية في منطقة الزوار، تتميز، من بين الأمور الأخرى، كا الأبقار حينما تأكل العشب الطازج، وذلك مما يدل على الماضي الرطب للصحراء.[بحاجة لمصدر] كانت المنطقة تاريخيًا مأهولة بشكل رئيسي من قبل شعب التبو.

### عصر الاستعمار
في عام 1869، أرسل المستشار الألماني أونو فون بسمارك جوستاف ناختيغال للتواصل مع السلطان برنو، وكان أول أوروبي يسافر إلى منطقة تيبستي وتحديدا من الزوار إلى برادي. وبعد إدانته من قبل التجمع التقليدي للتبو بالإعدام بتهمة التجسس، استأنف الحكم، ولكن رُفض ذلك. ولم يطلق سراحه إلا بعد تدخل معي آرامي التيمي. وحين ما عاد إلى ألمانيا نشر كتاب «الصحراء والسودان» يشرح فيه تجاربه بالتفصيل.
غزت الإمبراطورية العثمانية العاصمة برداي في عام 1908، وبغضون عام 1911 لم يكن لديهم إلا 60 من الرجال و 6 من المدافع في المدينة.
سقطت المنطقة تحت الإستعمار الفرنسي أثناء التدافع على إفريقيا في الأجزاء الأخيرة من القرن التاسع عشر. وقبل عام 1931، حيث كانت الغالبية العظمى من المنطقة تنتمي إلى ما يعرف في وقتنا الحالي بالنيجر وهي جزء من مستعمرة غرب إفريقيا الفرنسية.

### الحرب التشادية الأهلية الأولى

#### كلوستر أفير
في عام 1974، خلال الحرب التشادية الأهلية الأولى، ألقى المتمردون بقيادة الوطني التبو حسين حبري القبض على عالم الآثار الفرنسي فرانسواز كلاوستر، مارك كومب (فرنسي أيضًا)، وهو مساعد للسيدة. زوجة كلوستر والطبيب الألماني كريستوف ستوين. بتهمة قتل زوجة ستايوين من خلال رصاصات طائشة. حيث تم القبض على الثلاثي بالقرب من برداي في صحراء منطقة تيبستي. هرب كومب في وقت لاحق وأُطلق سراح ستايوين بعد أن دفعت الحكومة الألمانية فدية. كتب كومب لاحقًا كتابًا عن تجاربه، باسم " Otage au Tibesti " .
كما أنشأ المتمردون محطة إذاعية في بارداي تسمى «صوت تحرير تشاد»، تُعرف أيضًا باسم إذاعة برادي الحرة. كما أسس زعيم المعارضة كوكوني وديع قاعدة في منطقة تيبستي في أوائل الثمانينيات بدعم عسكري ليبي. وفي ديسمبر 1986، هاجم حبري الليبيين في منطقة تيبستي حول برداي.

### ما بعد الحرب
تم اكتشاف الذهب في الإقليم في أواخر العقد الأول من القرن الحادي والعشرين وأوائل العقد الأول من القرن الحادي والعشرين، مما أدى ذلك إلى الاندفاع الذي تسبب في انعدام الأمن في الإقليم. في سبتمبر 2019، حيث لقي نحو 30 شخصًا مصرعهم في إثر انهيار أحد مناجم الذهب الغير قانونية في كوري بوغودي.

## الموقع الجغرافي
يحد الإقليم ليبيا من الشمال وإقليم بوركو من الشرق والنيجر من الغرب. وتقع في أقصى شمال مناطق تشاد، فهي تعتبر قليلة السكان، من حيث كونها جزءًا من الصحراء الكبرى. تحتوي أيضا على أجزاء من جبال تيبستي، وجزء من عرق بيلما، كما هي أيضا مساحة شاسعة من الكثبان الرملية في وسط الصحراء. تقع الحدود الشمالية للإقليم داخل قطاع أوزو، وهي نقطة خلاف بين تشاد وليبيا على مر التاريخ.

### المستوطنات
عاصمة الإقليم هي برداي. وتشمل المستوطنات الرئيسية الأخرى اوزو، جوبون، ور، زوار والزومري.

## جبال تيبستي في تشاد
هي عبارة عن سلسلة تمتد من شمال غرب تشاد إلى جنوب ليبيا في الجزء الأوسط من الصحراء الكبرى، وايضا تعتبر جزء من الصحراء الوسطى. تتشكل الجبال من الصخور البركانية التي تشق طريقها عبر طبقة من الصخور البلورية المغطاة بالحجر الرملة، وهناك ثلاثة مجارى مائية جافة كبيرة تقطع الجبال، وهذا يدل على وجود رطوبة في المناخ.

### المميزات البركانية
جزء من سلسلة الجبال ذو اصل بركاني، حيث إنها تتكون من الحمم البركانية، الطين، الينابيع الحارة، كل هذا يدل على الجزء البركاني من المجموعة.

#### أعلى قمة في جبال تيبستي
تعتبر أعلى قمة في جبال تيبستي هي «إيمي كوسي» التي تبلغ ارتفاع 11302 قدما، وهو أطول جبل في تشاد.

##### المجارى المائية التي تدفق في جبال تيبستي
هناك خمسة انهار تتدفق من الجزء الشمالى من الجبل بإتجاه ليبيا، أما الجزء الجنوبى من السلسة يقع في مستجمعات المياه في بحيرة تشاد. هناك انهار توجد في الإقليم ولكنها مسطحات مائية صغيرة أو مؤقتة أو دائمة مثل: الأراضى الرطبة في غيلتا.

###### مناخ جبال تيبستي
المنطقة الجبلية تشهد ظروف اقل جفافا من الصحارى المحيطة. احيانا تجلب العواصف امطارا غزيرة، ولكن أيضا قد تمر السنين دون أي عواصف كبرى. درجة الحرارة تختلف في المنطقة على حسب الارتفاع، والحرارة المتوسطة بين 30° إلى 20°.

## النباتات والحيوانات في جبال تيبستي
- ان نوع الغطاء النباتي يتحدد على اساس كمية نزول الأمطار.
- تعيش بعض أنواع الثدييات مثل (الغزلان-الأغنام-القوارض-الحيوانات البرية الأفريقية-الضباع المخططة-الفهود السودانية).
- يوجد أيضا أنواع من الزواحف والبرمائيات والطيور.

## سكان جبال تيبستي
الشعب الأصلى لجبال تيبستي هو (شعب تبو). تقع معظم المستوطنات الرئيسية في الإقليم مثل (أوزو-زوار-البيضاء) على طول الواحات في الوديان.

## قبائل التبو
هم قبائل سكان تيبستي حاليا، إنهم ينتمون إلى الكثير من التسميات القبلية، وايضا لديهم نظام حياة محدد، وقوانين موروثة. مصطلح التبو في البداية هو مصطلح اتفق عليها كل قبائل التبو، إلا إنهم ينقسمون إلى قبائل مختلفة عصبية. اجتمع قبائل التبو (Toubo) في مكان واحد محدد، وهو (جبال تيبستي). إن لغتهم واحدة، ودينهم، وتقاليدهم واحدة، وبالرغم من ذلك فإنهم قبائل مختلفة مثل:
1. تماقرة وتعنى (تمنخره): هي قبائل تعود لقبائل طي ويتواجد سلطان التبو بها.
2. فوكتيه: أكبر قبيلة في التبو تتواجد في النيجر.
3. قبائل توجيه: هي قبائل مهمتها تنصيب السلطان (أورده)تعنى السلطان.
4. دراسناه: تقيم في منطقة فزان.
5. طاويه: ينسبون بوادى طاو في تيبستى.
6. قبائل شمر.
7. مدقرة.
8. مداه.
9. اخريصات.
10. مادنه.
11. فيضاء.
12. اوزيه.

و هناك الكثير من القبائل الأخرى.

## تاريخ شعب التبو
لقد عانى المؤرخون من قلة المعلومات عن هذه القبائل، لأن هؤلاء الشعوب لم يكتبوا شيئا عن أنفسهم، ولكن ما وصل إلينا كان عن طريق الرحالة الغربيين. إن قبائل التبو هم من سكان ليبيا الأصليين.

### الطبقات الإجتماعية عن شعب التبو
يتبع شعب التبو نظام الطبقات، حيث تتألف إلى ثلاث طبقات من (الرجال الأحرار الذين يمتلكون الحق في التملك-طبقة الحرفيين-طبقة العبيد). إن الزواج بين طبقين مختلفتين يعتبر أمرا غير مقبول لثقافة شعب التبو، وأيضا تحظر الزواج بين أولاد العمومة.

## التركيبة السكانية
بلغ عدد سكان الإقليم 25483 في وقت التعداد التشادي في عام 2009. حيث تعد اللغة الأم هي لغة التيدا التبو وتعتبر هي اللغة العرقية.

## التقسيمات
وتنقسم إقليم تيبستي إلى قسمين:
| قسم          | عاصمة | المحافظات الفرعية         |
| ------------ | ----- | ------------------------- |
| مؤسسة تيبستي | برداي | برداي، زومري، أوزو، يبيبو |
| تيبستي كويست | زوار  | زوار، ور، جوبون           |

## وصلات خارجية
- جبال تيبستى في تشاد
- قبائل التبو